# Jean Charles Hassenfratz
Jean Charles Hassenfratz, né en 1765 et mort à Paris en avril 1834, est un mécanicien français.

## Biographie
Dit Hassenfratz Jeune, il est frère du célèbre Jean Henri Hassenfratz (1755-1827) professeur à l'École Polytechnique et à l'École des Mines, fils de Jean, tonnelier, marchand de vin à Paris, originaire du village alsacien de Reichshoffen.
Élève de l'École de Saint-Cyr, conducteur des Ponts et Chaussées, artiste mécanicien aérostier
Il fait partie de l'Expédition d'Égypte.
Il remplit les fonctions de directeur des contributions en nature.
Désigné le 23 octobre 1800, avec Bruner et Dussault, comme contrôleur à la marque et essayeur des matières d'or et d'argent dans les arrondissements de Siout, Alexandrie, Rosette et Damiette.
Il est employé de bureau de la topographie de la guerre au moment du décès de son père en 1808.